# Eurovision Song Contest 2001
Il quarantaseiesimo Eurovision Song Contest si tenne a Copenaghen (Danimarca) il 12 maggio 2001.

## Storia
Per il concorso del 2001, i criteri per l'ammissione furono cambiati, per rendere la sequenza dei voti più emozionante. Sino a quell'anno, la partecipazione al “Gran Premio dell'Eurovisione”, dipendeva dai punteggi ottenuti da ogni paese negli ultimi cinque anni. Questo sistema, non solo significava che un solo risultato negativo poteva influenzare un paese per cinque anni, ma era anche poco comprensibile per gli spettatori. Inoltre, i calcoli erano così complicati che era impossibile annunciare durante il programma quali paesi avrebbero partecipato l'anno seguente. Per rimediare a questo inconveniente, evidenziato dai membri dell'EBU, commentatori e numerosi osservatori, furono applicate le seguenti regole: solo i paesi che si sarebbero piazzati nei primi 15 posti, avrebbero preso parte al concorso del 2002 e i rimanenti posti sarebbero stati occupati dai paesi che non potevano partecipare al concorso del 2001 e che avrebbero trasmesso lo show (Austria, Belgio, Cipro, Finlandia, Ex Repubblica Iugoslava di Macedonia, Romania e Svizzera, i cosiddetti partecipanti passivi). Queste regole non sarebbero state applicate per i quattro paesi, denominati “Big Four” (Francia, Germania, Regno Unito e Spagna) che avrebbero automaticamente partecipato al “Gran Premio” del 2002, indipendentemente dal risultato. Per la prima e unica volta c'erano due cantanti con lo stesso nome d'arte: Michelle, rispettivamente olandese e tedesca.
Il concorso si tenne a Copenaghen al Parken Stadium e fu il più imponente nella storia dell'evento, con ben 38 000 spettatori. Il numero di partecipanti scese a 23. Il punteggio insufficiente obbligò a non partecipare Austria, Belgio, Cipro, Finlandia, la Ex Repubblica Iugoslava di Macedonia, Romania e Svizzera, che furono rimpiazzati dai partecipanti passivi dell'anno precedente Bosnia e Erzegovina, Grecia, Lituania, Polonia, Portogallo e Slovenia. Nel 2001 Yahoo! fu scelto per mandare in onda in diretta su Internet lo spettacolo, e fu realizzato il CD con la compilation delle 23 canzoni, dopo il successo dell'anno precedente. A sorpresa, l'Estonia vinse per la prima volta grazie a Tanel Padar, Dave Benton e 2XL, con il brano Everybody.

## Stati partecipanti

Paesi partecipanti
Paesi che hanno partecipato in passato ma non hanno partecipato nel 2001

Paesi partecipanti
     Paesi che hanno partecipato in passato ma non hanno partecipato nel 2001
| Stato                     | Artista                        | Brano                    | Lingua            | Processo di selezione                            |
| ------------------------- | ------------------------------ | ------------------------ | ----------------- | ------------------------------------------------ |
| Bosnia ed Erzegovina      | Nino Pršeš                     | Hano                     | Bosniaco, inglese | BH Eurosong 2001                                 |
| Croazia                   | Vanna                          | Strings of My Heart      | Inglese           | Dora 2001, 4 marzo 2001                          |
| Danimarca (organizzatore) | Rollo & King                   | Never Ever Let You Go    | Inglese           | Dansk Melodi Grand Prix 2001, 17 febbraio 2001   |
| Estonia                   | Tanel Padar, Dave Benton & 2XL | Everybody                | Inglese           | Eurolaul 2001, 3 febbraio 2001                   |
| Francia                   | Natasha St-Pier                | Je n'ai que mon âme      | Francese, inglese | Interno                                          |
| Germania                  | Michelle                       | Wer Liebe lebt           | Tedesco, inglese  | Countdown Grand Prix 2001, 2 marzo 2001          |
| Grecia                    | Antique                        | (I Would) Die for You    | Greco, inglese    | Ellinikós Telikós 2001, 6 marzo 2001             |
| Irlanda                   | Gary O'Shaughnessy             | Without Your Love        | Inglese           | Eurosong 2001, 25 febbraio 2001                  |
| Islanda                   | Two Tricky                     | Angel                    | Inglese           | Söngvakeppni Sjónvarpsins 2001, 17 febbraio 2001 |
| Israele                   | Tal Sondak                     | En davar                 | Ebraico           | Kdam Eurovision 2001                             |
| Lettonia                  | Arnis Mednis                   | Too Much                 | Inglese           | Eirodziesma 2001, 24 febbraio 2001               |
| Lituania                  | Skamp                          | You Got Style            | Inglese, lituano  | Nacionalinis finalas 2001, 9 marzo 2001          |
| Malta                     | Fabrizio Faniello              | Another Summer Night     | Inglese           | Malta Song for Europe 2001                       |
| Norvegia                  | Haldor Lægreid                 | On My Own                | Inglese           | Melodi Grand Prix 2001, 24 febbraio 2001         |
| Paesi Bassi               | Michelle                       | Out on My Own            | Inglese           | Nationaal Songfestival 2001, 3 marzo 2001        |
| Polonia                   | Piasek                         | 2 Long                   | Inglese           | Interno                                          |
| Portogallo                | MTM                            | Só sei ser feliz assim   | Portoghese        | Festival da Canção 2001, 7 marzo 2001            |
| Regno Unito               | Lindsay Dracass                | No Dream Impossible      | Inglese           | A Song For Europe 2001, 11 marzo 2001            |
| Russia                    | Mumiy Troll                    | Lady Alpine Blue         | Inglese           | Interno                                          |
| Slovenia                  | Nuša Derenda                   | Energy                   | Inglese           | EMA 2001, 24 febbraio 2001                       |
| Spagna                    | David Civera                   | Dile que la quiero       | Spagnolo          | Eurocanción 2001, 23 febbraio 2001               |
| Svezia                    | Friends                        | Listen to Your Heartbeat | Inglese           | Melodifestivalen 2001, 23 febbraio 2001          |
| Turchia                   | Sedat Yüce                     | Sevgiliye son            | Turco, inglese    | Finale nazionale, 23 febbraio 2001               |

## Struttura di voto
Ogni paese premia con dodici, dieci, otto e dal sette all'uno, punti per le proprie dieci canzoni preferite.

## Orchestra
Gli artisti cantano su basi musicali.

## Classifica
I paesi segnati in grassetto partecipano all'Eurovision Song Contest 2002.
| N° | Stato                | Cantante                       | Canzone                  | Punti | Posizione |
| -- | -------------------- | ------------------------------ | ------------------------ | ----- | --------- |
| 01 | Paesi Bassi          | Michelle                       | Out on My Own            | 16    | 18        |
| 02 | Islanda              | Two Tricky                     | Angel                    | 3     | 22        |
| 03 | Bosnia ed Erzegovina | Nino Pršeš                     | Hano                     | 29    | 14        |
| 04 | Norvegia             | Haldor Lægreid                 | On My Own                | 3     | 22        |
| 05 | Israele              | Tal Sondak                     | En davar                 | 25    | 16        |
| 06 | Russia               | Mumij Troll'                   | Lady Alpine Blue         | 37    | 12        |
| 07 | Svezia               | Friends                        | Listen to Your Heartbeat | 100   | 5         |
| 08 | Lituania             | Skamp                          | U Got Style              | 35    | 13        |
| 09 | Lettonia             | Arnis Mednis                   | Too Much                 | 16    | 18        |
| 10 | Croazia              | Vanna                          | Strings of My Heart      | 42    | 10        |
| 11 | Portogallo           | MTM                            | Só sei ser feliz assim   | 18    | 17        |
| 12 | Irlanda              | Gary O'Shaughnessy             | Without Your Love        | 6     | 21        |
| 13 | Spagna               | David Civera                   | Dile que la quiero       | 76    | 6         |
| 14 | Francia              | Natasha St-Pier                | Je n'ai que mon âme      | 142   | 4         |
| 15 | Turchia              | Sedat Yüce                     | Sevgiliye son            | 41    | 11        |
| 16 | Regno Unito          | Lindsay Dracass                | No Dream Impossible      | 28    | 15        |
| 17 | Slovenia             | Nuša Derenda                   | Energy                   | 70    | 7         |
| 18 | Polonia              | Piasek                         | 2 Long                   | 11    | 20        |
| 19 | Germania             | Michelle                       | Wer Liebe lebt           | 66    | 8         |
| 20 | Estonia              | Tanel Padar, Dave Benton & 2XL | Everybody                | 198   | 1         |
| 21 | Malta                | Fabrizio Faniello              | Another Summer Night     | 48    | 9         |
| 22 | Grecia               | Antique                        | (I Would) Die for You    | 147   | 3         |
| 23 | Danimarca            | Rollo & King                   | Never Ever Let You Go    | 177   | 2         |

12 punti
| N. | A          | Da                                                                                      |
| -- | ---------- | --------------------------------------------------------------------------------------- |
| 9  | Estonia    | Grecia, Lettonia, Lituania, Malta, Paesi Bassi, Polonia, Regno Unito, Slovenia, Turchia |
| 6  | Danimarca  | Islanda, Croazia, Estonia, Germania, Irlanda, Norvegia                                  |
| 3  | Francia    | Bosnia e Erzegovina, Portogallo, Russia                                                 |
| 2  | Grecia     | Spagna, Svezia                                                                          |
| 1  | Spagna     | Israele                                                                                 |
| 1  | Malta      | Danimarca                                                                               |
| 1  | Portogallo | Francia                                                                                 |